# Tempuractis rinkai
Tempuractis rinkai — вид актиній родини Edwardsiidae.

## Поширення
Вид поширений на північному заході Тихого океану та в Японському морі біля узбережжя Японії. Виявлений у декількох місцях в припливній зоні. Типове місцезнаходження - Морська біологічна станція Місакі (Misaki Marine Biological Station) в префектурі Канаґава. Зразки були також зібрані на острові Садо в префектурі Ніїгата і біля берегів Тоба в префектура Міє.

## Опис
Поліп завдовжки 4 мм. Має вісім макрокнемів, не має сфінктера та базальних м'язів і має округлий аборальний кінець. Цей вид нагадує деяких актиній, особливо Drillactis та Nematostella, на гладкій поверхні стовпця без нематибомів або тенакулів, але відрізняється від них наявністю голотрихів та відсутність нематосом.

## Спосіб життя
Живе всередині губок Oscarella.